# Ian Smith (fotbollsspelare)
Ian Rey Smith Quirós, född 6 mars 1998, är en costaricansk fotbollsspelare som spelar för Sporting San José.

## Karriär
Den 31 maj 2016 blev det klart att Smith lånades ut till Hammarby IF över resten av säsongen 2016.
I januari 2018 värvades Smith av IFK Norrköping, där han skrev på ett treårskontrakt. Smith gjorde allsvensk debut den 2 april 2018 i en 2–1-vinst över IF Brommapojkarna.